# Thị trường đại chúng
Về hình thức đóng sách, xem Bìa mềm § Thị trường đại chúng.
Thuật ngữ "thị trường đại chúng" dùng để chỉ thị trường hàng hóa được sản xuất trên quy mô lớn với một số lượng đáng kể cho người dùng trực tiếp. Thị trường đại chúng khác với thị trường ngách ở chỗ thị trường đại chúng tập trung vào những người tiêu dùng có hoàn cảnh khác nhau, không có sở thích và mong đợi rõ ràng trong một phân khúc thị trường lớn. Theo truyền thống, các doanh nghiệp tiếp cận thị trường đại chúng bằng các thông điệp quảng cáo thông qua nhiều phương tiện truyền thông khác nhau bao gồm đài phát thanh, TV, báo chí và Web.

## Định nghĩa
Các học giả đã lưu ý rằng việc xác định bản chất chính xác của thị trường đại chúng là một vấn đề khó khăn. Khó khăn này phát sinh, ít nhất một phần, từ sự chú ý của giới học thuật đối với quá trình tiếp thị đại chúng hơn là thị trường đại chúng. Ngoài ra, khái niệm thị trường đại chúng có nghĩa là những thứ khác nhau trong các bối cảnh khác nhau và đã phát triển theo thời gian, tạo thêm một lớp phức tạp khác. Từ điển tiếng Anh thương mại Cambridge định nghĩa thị trường đại chúng là:
một thị trường gồm càng nhiều người càng tốt, không chỉ những người có nhiều tiền hoặc có nhu cầu, sở thích cụ thể [hoặc] một sản phẩm nhằm mục đích bán cho càng nhiều người càng tốt, không chỉ cho những người có nhiều tiền hoặc những sở thích đặc biệt.
Thị trường đại chúng hay còn gọi là thị trường không phân biệt là một nhóm lớn khách hàng hiện tại và/hoặc khách hàng tiềm năng, trong đó các cá nhân riêng lẻ có chung nhu cầu. Quy mô của thị trường đại chúng phụ thuộc vào loại sản phẩm. Các nhà tiếp thị đại chúng thường nhắm tới khoảng 50% đến 100% tổng tiềm năng của thị trường. Ví dụ: bột giặt Tide được cho là đã chiếm 65% thị phần tại cửa hàng (ở Mỹ) bằng cách phát triển sản phẩm “tốt cho mọi người” và nhắm đến thị trường trung lưu rộng rãi. Đến những năm 1980, Coca-Cola chiếm lĩnh gần 70% thị phần ở Mỹ các sản phẩm và thương hiệu trên Thị trường đại chúng có chất lượng thấp hơn có thể chấp nhận được, được sản xuất hàng loạt, phân phối rộng rãi và thường các phương tiện thông tin đại chúng để tạo ra mức độ nhận biết cao. nhận thức về thị trường và cuối cùng là thâm nhập thị trường. Ngược lại, một thương hiệu cao cấp kết hợp các yếu tố của thị trường đại chúng và sự sang trọng, thu hút thị trường rộng lớn bằng các sản phẩm chất lượng cao hơn, thường được thiết kế bởi các nhà thiết kế nổi tiếng, có điểm khác biệt độc đáo hoặc uy tín và được cung cấp ở mức giá hợp lý. Các thương hiệu cao cấp cung cấp một giải pháp thay thế cho hàng hóa xa xỉ.

## Lịch sử
Khái niệm “thị trường đại chúng” tương đối hiện đại. Trước cuộc cách mạng công nghiệp, thị trường được dùng để chỉ một địa điểm vật chất (tức là khu chợ). Tuy nhiên, vào cuối thế kỷ 18, mọi người có thể tham gia thị trường mà không cần đến chợ. Đến thế kỷ 20, khái niệm này có thể được sử dụng để mô tả một quá trình (sản xuất hàng loạt/ tiếp thị đại chúng), một nhóm người tiêu dùng cũng như một địa điểm vật chất. Ở quá trình này, tiếp thị đại chúng, bao gồm việc theo đuổi toàn bộ thị trường hoặc một phần lớn thị trường với một sản phẩm duy nhất và một chương trình tiếp thị duy nhất. Trong tiếp thị đại chúng, không có sự khác biệt hóa thị trường và không có sự khác biệt hóa sản phẩm.

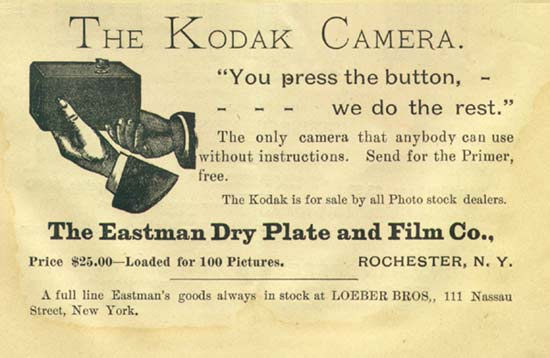
“Bạn nhấn nút, chúng tôi sẽ làm phần còn lại” khẩu hiệu của chiến dịch Kodak

Thuật ngữ “thị trường đại chúng” xuất hiện vào thế kỷ 19 và có nguồn gốc từ những biến đổi xã hội, chính trị và kinh tế xảy ra trên khắp thế giới phát triển trong suốt thế kỷ 17, 18 và đầu thế kỷ 19. Tăng trưởng dân số kết hợp với mức lương tăng, mức sống cao hơn, dân số tập trung, đô thị hóa ngày càng tăng, tính biến đổi xã hội tăng lên và sự gia tăng của tầng lớp trung lưu đã thúc đẩy sự gia tăng nhu cầu về hàng hóa và dịch vụ. Để đáp ứng nhu cầu này, ngành công nghiệp đã được tái cơ cấu: các nhà sản xuất cần hệ thống sản xuất, phân phối và buôn bán mới để đáp ứng nhu cầu ngày càng tăng về hàng hóa và dịch vụ giá cả phải chăng. Như một số nhà sử học đã lưu ý, 'cuộc cách mạng công nghiệp' - bên cung đã đi kèm với 'cuộc cách mạng tiêu dùng' - bên cầu.
Đến thế kỷ 17, nguyên liệu thô, hàng hóa sản xuất và thực phẩm đã được vận chuyển khắp thế giới. Tuy nhiên, để tiếp cận thị trường đại chúng, hệ thống giao thông và thông tin liên lạc nội địa hiệu quả, như đường sắt và điện báo là điều kiện tiên quyết. Các học giả coi nửa sau thế kỷ 19 là thời kỳ hình thành một 'cuộc cách mạng trong phân phối' với những đổi mới trong vận chuyển, lưu trữ và đóng gói, cho phép vận chuyển hàng hóa nhanh chóng, hiệu quả trên những khoảng cách rộng lớn. Kỹ thuật sản xuất hàng loạt, được hỗ trợ bởi sự phát triển công nghệ, cho phép sản xuất các sản phẩm tiêu chuẩn hóa, chi phí thấp, được thiết kế để thu hút nhiều bộ phận thị trường. Đến thế kỷ 20, các hệ thống phân phối mới dần thay thế những người bán hàng rong (peddles), người bán hàng rong (hawkers_trade) và các nhà bán lẻ nhỏ, độc lập vốn là đặc trưng của các kênh cung ứng tiền công nghiệp. Khi thế kỷ đi lên, những cải tiến trong chuỗi cung ứng đã tạo ra vô số nhà bán lẻ sáng tạo trên thị trường đại chúng - từ các cửa hàng bách hóa cho đến nhượng quyền thương mại và chuỗi cửa hàng. Những ví dụ ban đầu đáng chú ý về các nhà tiếp thị đại chúng bao gồm:
- Kodak: George Eastman, người đã sáng lập Kodak vào năm 1888, đã cách mạng hóa nhiếp ảnh khi ông phát triển những chiếc máy ảnh di động, rẻ tiền và tạo ra một thị trường đại chúng cho các nhiếp ảnh gia nghiệp dư một cách hiệu quả[7][23] để làm nổi bật tính dễ sử dụng của máy ảnh, khẩu hiệu của chiến dịch đã hứa hẹn, “ Bạn nhấn nút, việc còn lại chúng tôi lo” (1888).[24]

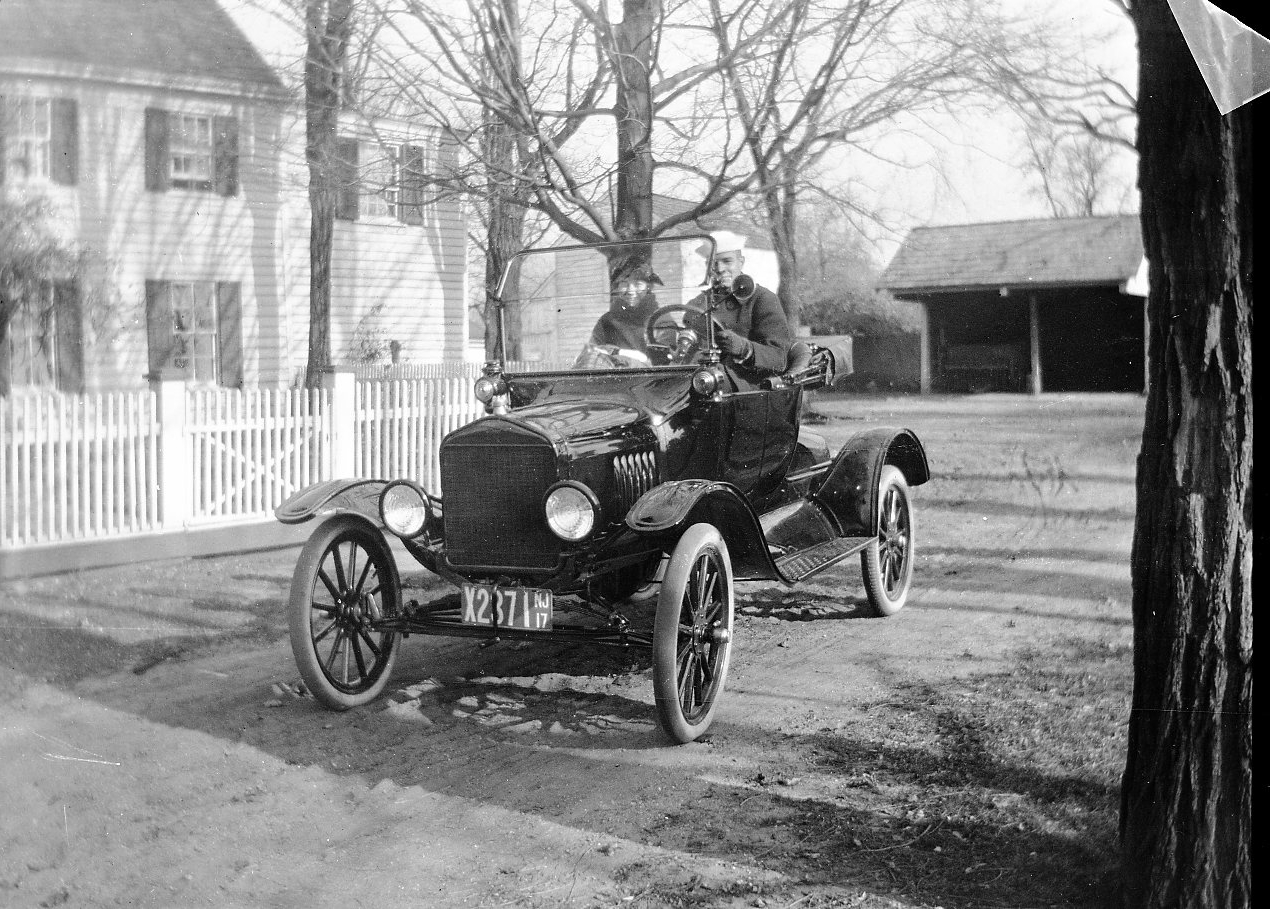
Model-T Ford năm 1919

- Model-T Ford năm 1919Công ty ô tô Ford: Henry Ford đã hoàn thiện dây chuyền lắp ráp chuyển động để sản xuất ô tô chất lượng cao (model T) có giá phù hợp với thị trường với quy mô chưa từng có.[25][26]

- Coca-Cola: Khi Asa Candler mua công thức Coca-Cola vào năm 1891, chiến lược của ông là tiếp thị đại chúng đồ uống này trên khắp nước Mỹ bằng cách sản xuất một chai 6,5 ounce duy nhất với một hương vị. Công ty đã nỗ lực phối hợp để thu hút mọi thành phần xã hội, sử dụng hệ thống phân phối quốc gia thông qua các nhà bán lẻ thực phẩm (trái ngược với các hiệu thuốc được sử dụng trong những năm hình thành). [27]Vào thời kỳ đỉnh cao, ở cuối những năm 1980, Coca-Cola chiếm gần 70% thị phần.[9]

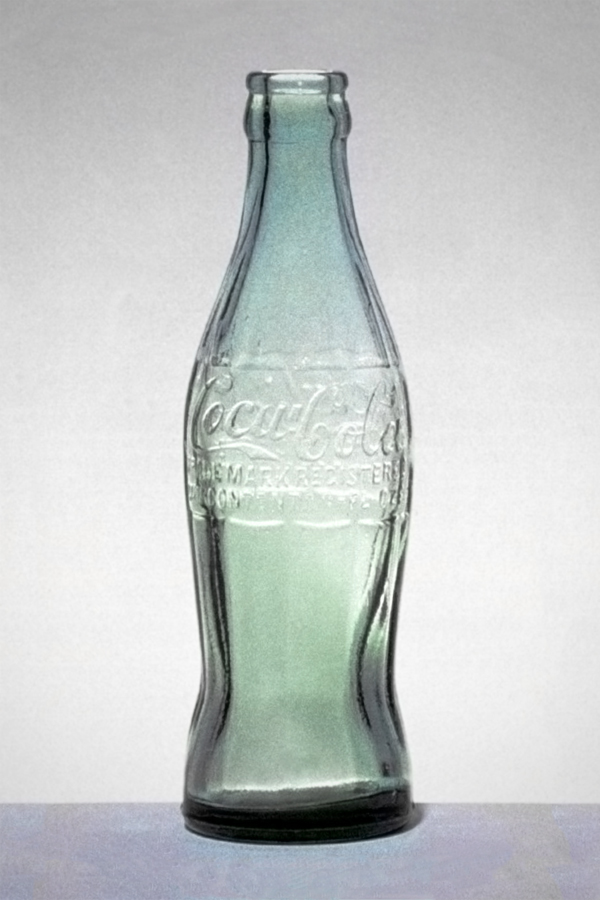
Chai Coca-Cola năm 1915

## Sự trỗi dậy và sụp đổ của thị trường đại chúng
Bài chi tiết: Tiếp thị đại chúng
Mục đích chính của tiếp thị đại chúng là cung cấp các sản phẩm được tiêu chuẩn hóa cho số lượng khách hàng lớn nhất với mức chất lượng tối thiểu có thể chấp nhận được và ở mức giá thấp nhất có thể. Để đạt được điều này, các công ty thiết kế các sản phẩm đơn giản, áp dụng quy trình sản xuất dài hạn và dựa vào tỷ suất lợi nhuận thấp cũng như doanh số bán hàng theo khối lượng để duy trì chi phí đơn vị thấp.
Trên thị trường đại chúng, “người chơi” phải cạnh tranh với các nhà sản xuất số lượng lớn khác. Kết quả là, sản phẩm có giá thấp nhất, với chất lượng có thể chấp nhận được, sẽ có lợi thế trên thị trường. Điều này có xu hướng dẫn đến việc tập trung vào giá cả, nghĩa là các công ty phải không ngừng theo đuổi việc tiết kiệm chi phí trên mọi khía cạnh của hoạt động kinh doanh – thiết kế sản phẩm đơn giản hóa, chuỗi cung ứng hợp lý và chất lượng dịch vụ có thể chấp nhận được ở mức tối thiểu.
Ở các nước phát triển, các nhà tiếp thị thường xuyên tạo ra một thị trường đại chúng cho hàng hóa và dịch vụ. Ví dụ, một sản phẩm mới phức tạp như máy nghe nhạc MP3, trước tiên có thể thu hút những người chấp nhận sớm ở nhóm thu nhập cao hơn và sau đó đơn giản hóa việc cung cấp và giảm giá để được phần lớn thị trường tiềm năng chấp nhận.

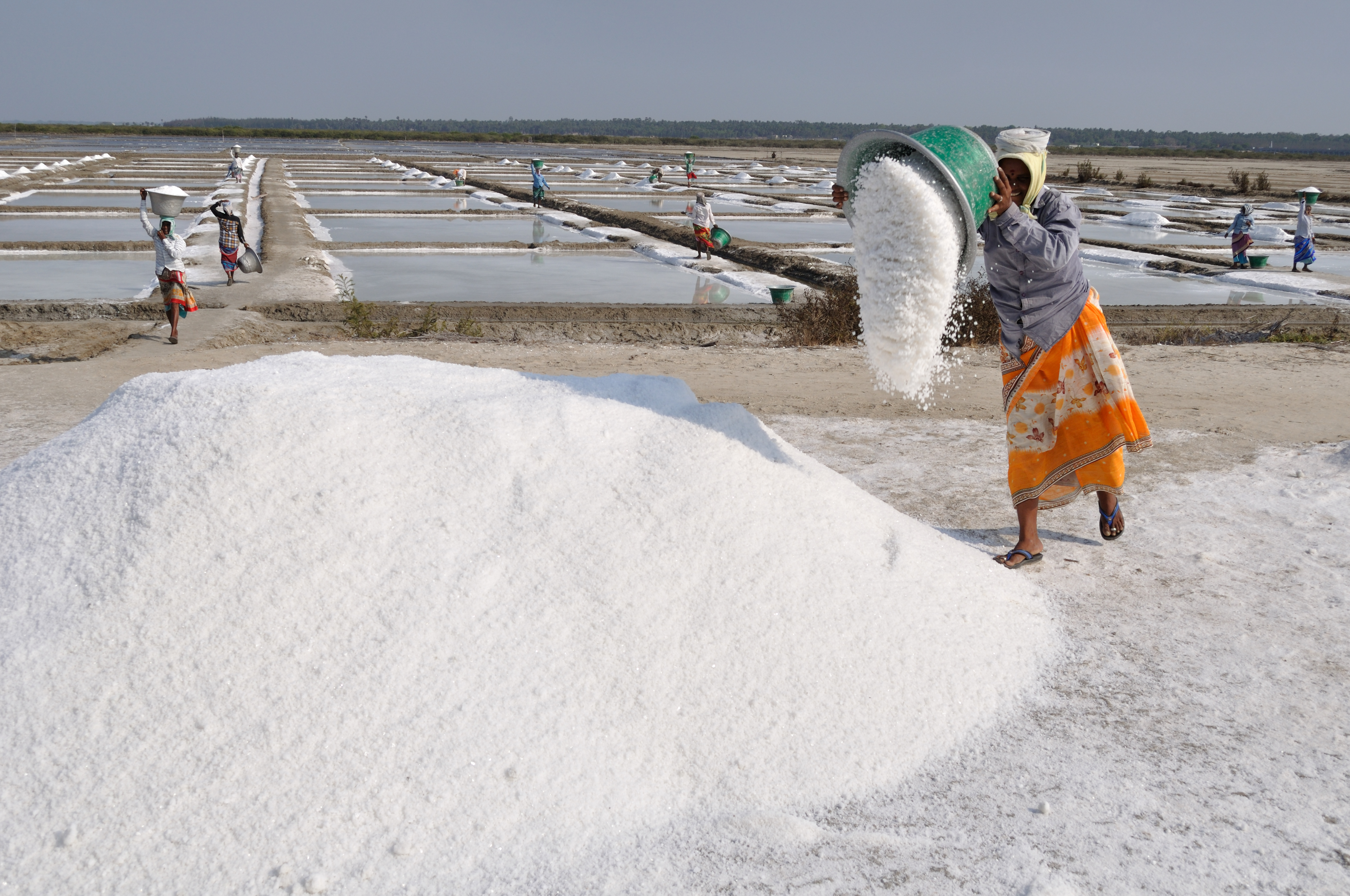
Thị trường đại chúng chủ yếu được sử dụng trong thị trường hàng hóa. Trong ảnh trên là những công nhân làm muối ở Marakkanam, Ấn Độ

Ở các nền kinh tế phát triển, tiếp thị đại chúng đang trở nên ít phổ biến hơn. Tuy nhiên, nó vẫn là một phần quan trọng của tiếp thị ở các nền kinh tế phát triển cho đến tận thế kỷ 21. Tiếp thị đại chúng chủ yếu được sử dụng trong các thị trường hàng hóa (ví dụ: đường, muối, trái cây và rau quả, v.v.); các thị trường rất nhỏ (nơi mà việc phân khúc sẽ dẫn đến các phân khúc quá nhỏ để có thể sinh lời); dành cho các sản phẩm và nhãn hiệu đáp ứng nhu cầu phổ biến (ví dụ: bút, bút chì, báo) và ở các thị trường ít cạnh tranh hơn.

Colgate-Palmolive là một trong nhiều công ty đã thâm nhập thành công vào thị trường đại chúng ở các nền kinh tế mới nổi

Khi thị trường ở Mỹ và Châu  u ngày càng trở nên phân mảnh, người tiêu dùng ngày càng thể hiện mong muốn lựa chọn, tùy chỉnh và khác biệt hóa sản phẩm. Điều này đã dẫn đến việc một số công ty chuyển từ phục vụ một thị trường đại chúng sang phục vụ một số thị trường hoặc phân khúc nhỏ hơn. Tuy nhiên, quy mô của các phân khúc này vẫn còn tương đối lớn. Các công ty đa quốc gia như Campbell's và Coca-Cola có khả năng tiếp cận rất lớn trên các thị trường toàn cầu. Trong khi đó, Coke, chẳng hạn, trước đây chỉ có một hương vị và kích cỡ chai duy nhất, thì giờ đây nó được cung cấp vô số hương vị khác nhau, chai có kích cỡ khác nhau và với nhiều lựa chọn không đường khác nhau.

Bản đồ E7- cho thấy các thị trường lớn mới nổi

Khi tốc độ tăng trưởng ở các thị trường phát triển bắt đầu chậm lại, các tập đoàn đa quốc gia đang hướng tới các thị trường mới nổi để có tăng trưởng mới và kinh tế quy mô. Thị trường ở các khu vực Châu Á, Châu Phi, Nam Mỹ và Đông Âu, với tốc độ tăng trưởng dân số nhanh chóng, dân số trẻ, nền kinh tế đang phát triển, mức sống ngày càng cao và tầng lớp trung lưu mới nổi mang đến cho các công ty những cơ hội dài hạn đáng kể.

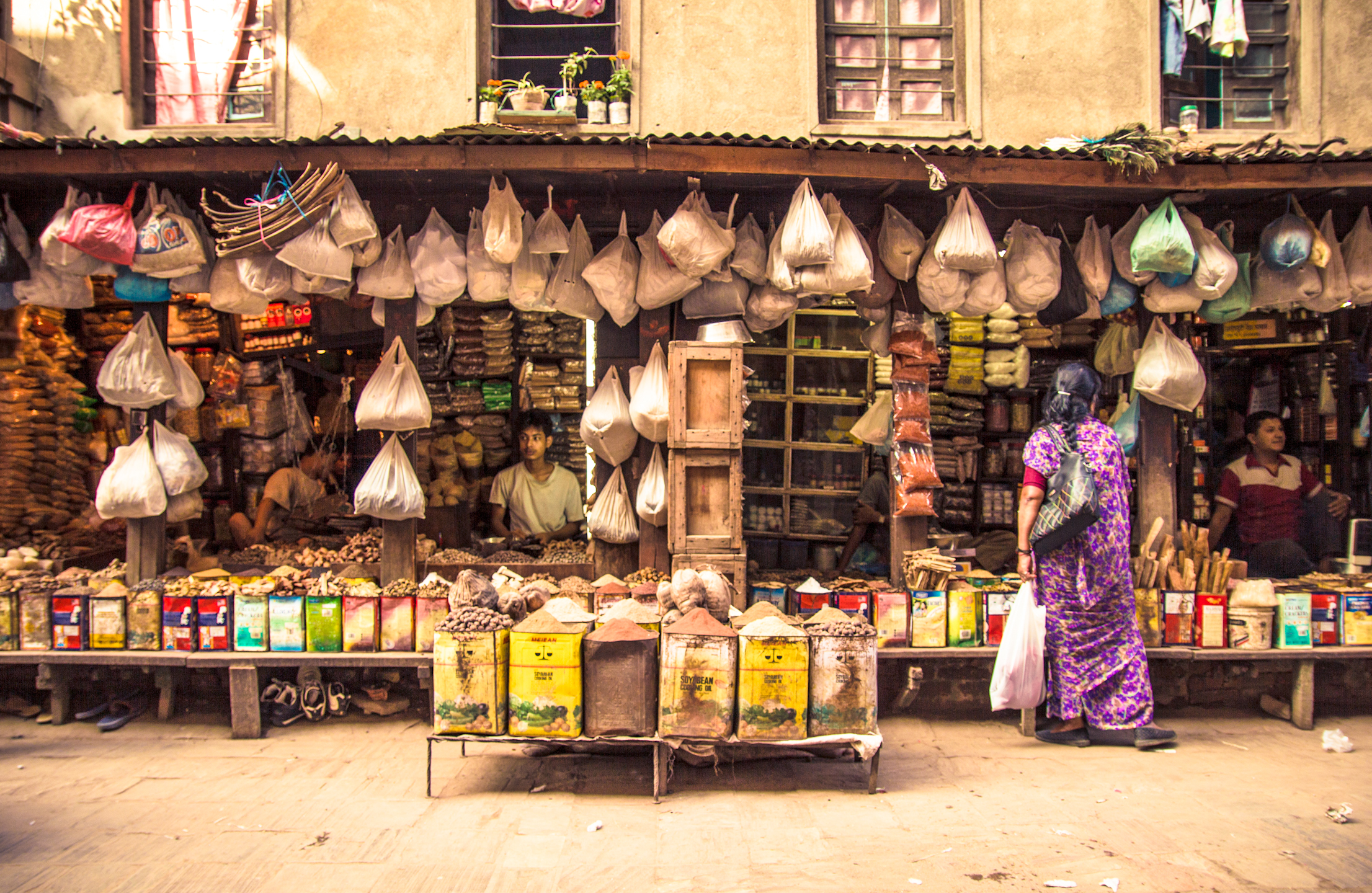
Ở các thị trường kinh tế mới nổi, người tiêu dùng có xu hướng ưa thích các mặt hàng không có thương hiệu và thị trường địa phương

Đối với các công ty mong muốn thâm nhập vào các thị trường mới nổi, quyết định kinh doanh quan trọng là nhắm tới phân khúc nào trong hai phân khúc thu nhập – tầng lớp nhỏ nhưng giàu có (thị trường ngách) hoặc thị trường đại chúng lớn nhưng tương đối nghèo. Các nguồn lực và khả năng cần thiết để cạnh tranh ở các nền kinh tế mới nổi khá khác so với những nguồn lực và năng lực được sử dụng ở các thị trường phát triển. Đặc biệt, các công ty cần có kiến thức sâu rộng về địa phương, bao gồm hiểu biết sâu rộng về mạng lưới phân phối địa phương và hiểu biết sâu sắc về thói quen mua hàng của người tiêu dùng.
Hành vi của người tiêu dùng ở các thị trường đại chúng mới nổi khá khác biệt so với hành vi được quan sát ở những nơi khác. Nhu cầu của thị trường đại chúng xoay quanh những nhu cầu cơ bản và sản phẩm chức năng. Mặc dù có sự khác biệt rõ ràng giữa các khu vực nhưng vẫn có một số điểm chung được ghi nhận: người tiêu dùng cực kỳ quan tâm đến giá cả; thích hàng hóa không có nhãn hiệu, mua với số lượng nhỏ hơn, chỉ mua số lượng vừa đủ theo yêu cầu để sử dụng ngay và thường thể hiện sự ưa thích đối với các cửa hàng bán lẻ địa phương nơi họ có thể mua một mặt hàng duy nhất, chẳng hạn như một cục xà phòng, từ những gói bị vỡ.
Các công ty đa quốc gia như Unilever và Colgate-Palmolive đã thâm nhập thành công vào các thị trường đại chúng mới nổi, trong khi các công ty khác lại gặp khó khăn. Cuộc thâm nhập của Kellogg vào Ấn Độ đã thất bại trong việc tạo dựng sự chấp nhận của thị trường đối với ngũ cốc như một loại thực phẩm ăn sáng thay thế. Bột giặt của Unilever, Ala, đã đạt được thành công trên thị trường ở miền nam Brazil, nhưng không thể có được chỗ đứng ở phía đông bắc, nơi phụ nữ tiếp tục giặt đồ ở suối và ưa thích xà phòng cục. Tại Paraguay, nhà khai thác viễn thông Tigo ban đầu miễn cưỡng giảm mức nạp tiền tối thiểu cho thẻ điện thoại. Tuy nhiên, doanh số bán hàng của nó đã tăng gấp ba lần khi cho phép người dùng nạp tiền chỉ với vài xu. Công ty được biết rằng khách hàng đang sử dụng thẻ như một hình thức tiết kiệm và cũng thực hiện các cuộc gọi vào ban đêm khi giá cước thấp hơn, từ đó thúc đẩy lượng sử dụng cao điểm.

### Các nhà bán lẻ trên thị trường đại chúng
Nhà bán lẻ trên thị trường đại chúng là một tổ chức bán một lượng lớn sản phẩm một cách hợp lý để thu hút nhiều loại người mua. Các nhà bán lẻ trên thị trường đại chúng không thực sự nổi tiếng với việc bán hàng ổn định, chất lượng tốt hoặc có dịch vụ hỗ trợ khách hàng đặc biệt, nhưng họ đáp ứng rất nhiều nhu cầu của khách hàng với mức giá hợp lý. Một số ví dụ về các nhà bán lẻ đại chúng là các cửa hàng Big-box như Target, Sam's Club và Best Buy, cũng như các thương hiệu như Levi Strauss và Gap, và các nhà bán lẻ điện tử như Amazon.

Nhà bán lẻ ở thị trường đại chúng

### Nhà bán lẻ trên thị trường đại chúng với Nhà bán lẻ cao cấp

Nhà bán lẻ cao cấp

Xét về Thị trường đại chúng và Nhà bán lẻ cao cấp, Nhà bán lẻ cao cấp bán sản phẩm của họ cho người tiêu dùng cụ thể. Thị trường mục tiêu của họ là dành cho những người tiêu dùng giàu có thường xuyên mua những sản phẩm cao cấp, những sản phẩm mà người tiêu dùng thông thường khó có thể tiếp cận được. Một số ví dụ về Nhà bán lẻ cao cấp bao gồm Barney, Tiffany & Co, Saks & Fifth,...

### Lợi thế thị trường đại chúng
- Tiếp thị đại chúng là mức độ và hiệu quả chi phí của quảng cáo trên quy mô lớn hơn so với các hệ thống Tiếp thị của doanh nghiệp nhỏ hơn.

- Tăng nhận thức về thương hiệu

- Quyền kiểm soát thị trường (khiến các đối thủ cạnh tranh trong tương lai sợ hãi)

### Nhược điểm của thị trường đại chúng
- Sẽ khiến các công ty nhỏ dễ chịu thiệt hại hơn

- Thị trường tiêu dùng luôn thay đổi

## Sự suy thoái
“Công nghệ đã cho phép người tiêu dùng bỏ qua những mặt hàng mang mẫu mã đại chúng này. Amazon và Google cho phép họ tìm kiếm nhanh chóng và dễ dàng các sản phẩm cụ thể phù hợp với họ.” Mọi người không liên kết hoặc cam kết với một thương hiệu nhất định, thay vào đó, bất cứ điều gì thuận tiện hơn cho họ khi xem xét chất lượng, giá cả và tính sẵn có.
Khi nhìn vào thị trường đại chúng, chúng ta có thể coi truyền hình là một yếu tố đóng góp. Các chương trình truyền hình được tạo ra để thu hút bất kỳ ai muốn theo dõi và thu hút bao nhiêu người mà sự chú ý đó mang lại. Số lượng người xem mà các chương trình truyền hình lớn nhất đang thu hút đã giảm đáng kể so với khoảng 25 năm trước. Sự sụt giảm này phần lớn là do sự hiện diện của mạng xã hội, các ứng dụng tự xuất bản và dịch vụ phát trực tuyến như Netflix, Hulu, HBO,... "Oprah, ở thời kỳ đỉnh cao của bà, có 48 triệu người xem mỗi tuần. Giờ đây, những nghệ sĩ được phát sóng trên truyền hình lớn nhất vào ban ngày , như Ellen DeGeneres hay Tiến sĩ Phil, chỉ thu hút ít hơn 1/10 con số đó mỗi tuần." Kênh truyền hình vào ban ngày sẽ không bao giờ thu hút được lượng khán giả lớn như vậy nữa, vì mọi người thường lựa chọn dựa tren những thứ có sẵn ngày nay. Đây là một trong nhiều trường hợp mà khiến cho thị trường đại chúng đang trở nên lỗi thời.